# Clubiona mazandaranica
Clubiona mazandaranica là một loài nhện trong họ Clubionidae.
Loài này thuộc chi Clubiona. Clubiona mazandaranica được miêu tả năm 2003 bởi Mikhailov.